# Söderskär
För andra betydelser, se Söderskär (olika betydelser).
Söderskär är ett skär med en 40 meter hög fyr i Finska viken, utanför Sibbo och Borgå i östra Nyland. Fyren ritades av arkitekten Ernst Lohrmann och byggdes år 1862. Ön var bebodd tills fyren automatiserades 1957. Söderskär är numera släckt och i privat ägo (Sebastian Lönnqvist). Delar av Söderskär är stängt för allmänheten. Söderskär är även skyddat för sjöfågelhäckning, så landstigning enligt allemansrätten är förbjuden vår och sommar. Fyren håller på att restaureras och är öppen för allmänheten, dock endast med guidade turer. Söderskärs två huvudskär Mattlandet och Bastulanden är förbundna med en hängbro.

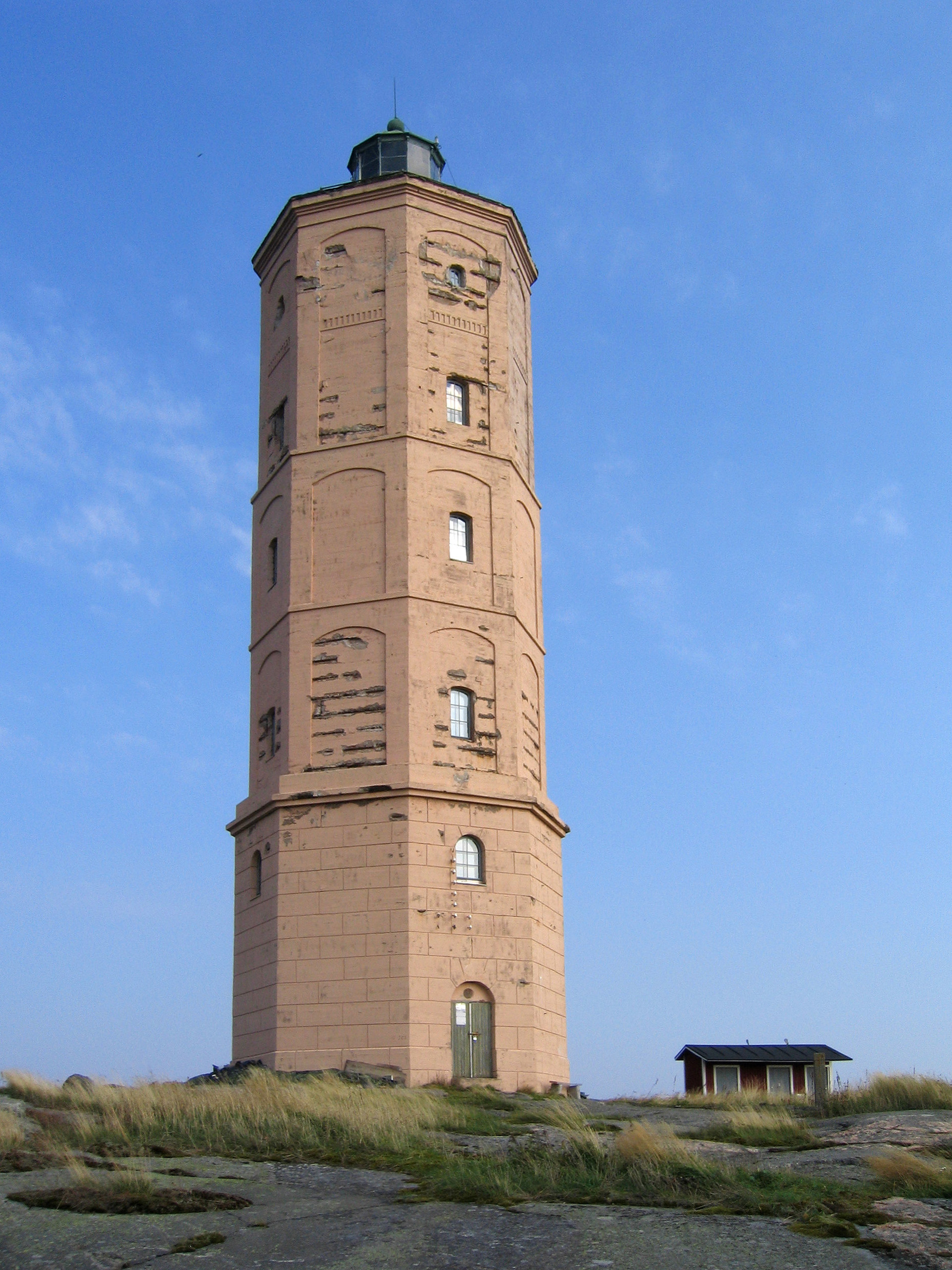
Fyrtornet.
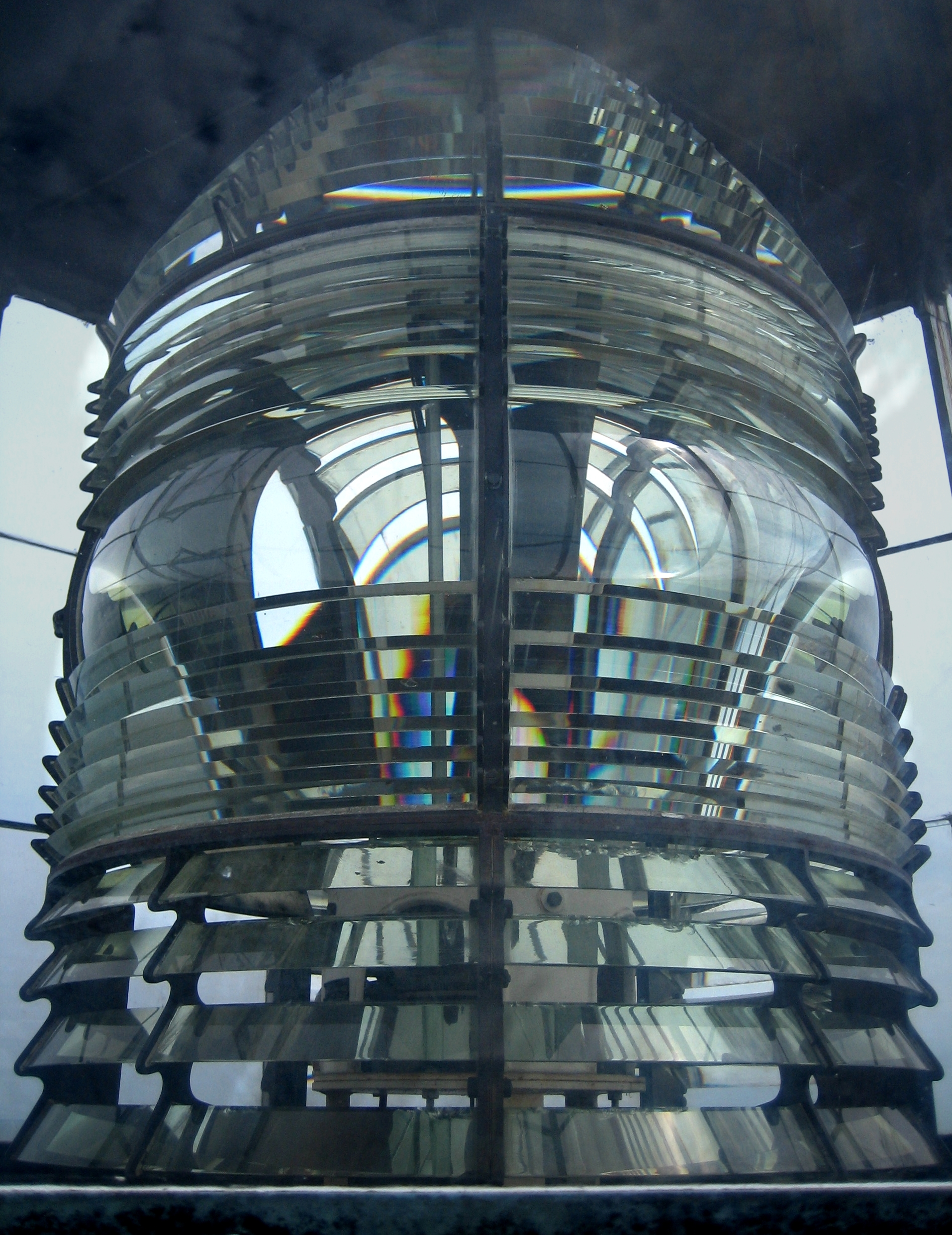
Fyrens Fresnel-lins.
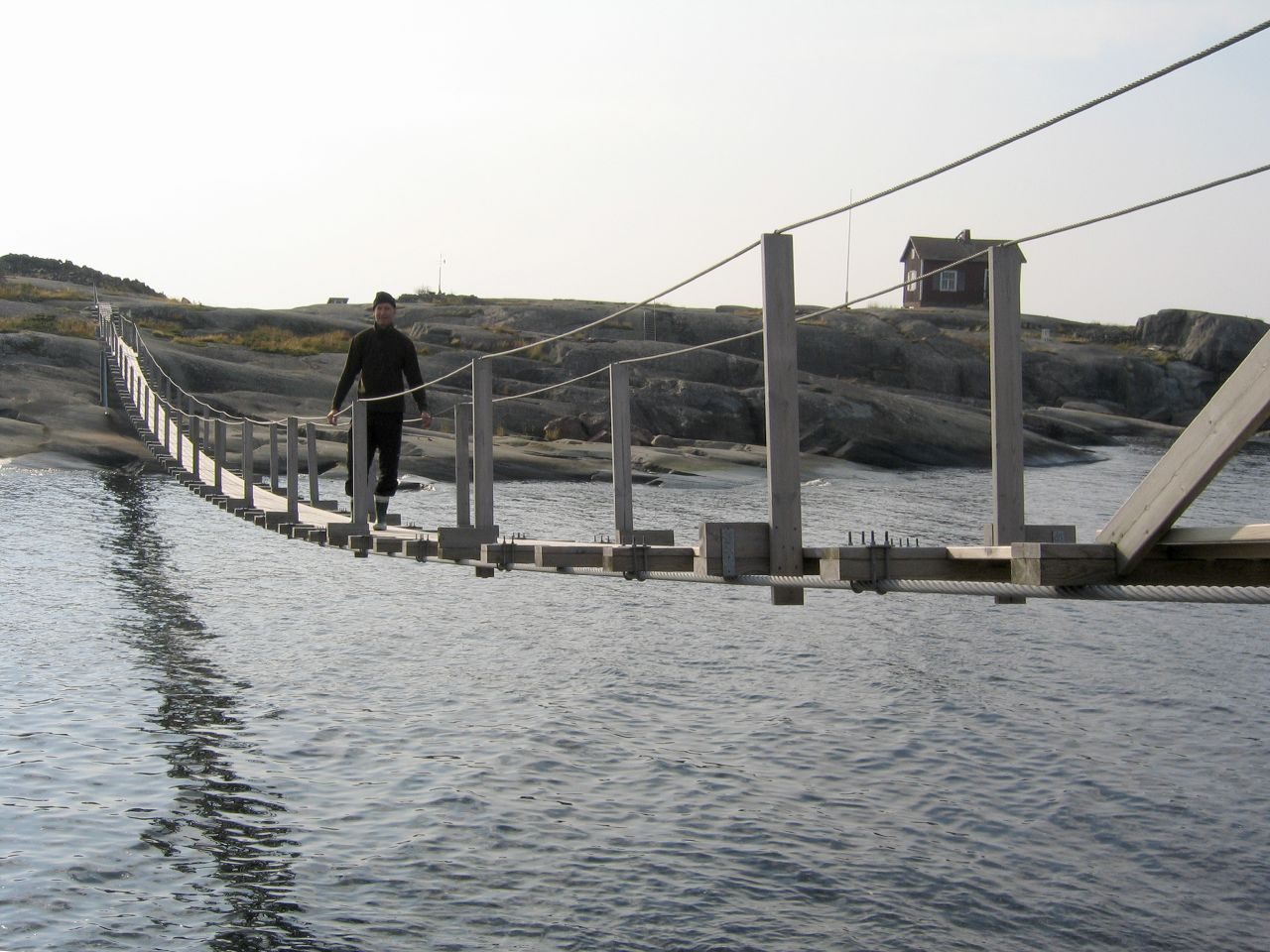
Hängbro.